# Massacre de Bardari
Le massacre de Bardari a lieu le 4 juin 2014 pendant l'insurrection de Boko Haram.

## Déroulement
Le soir du 4 juin 2014, des habitants du village de Bardari, situé près de Maiduguri, sont massacrés par des hommes de Boko Haram. Utilisant une tactique habituelle, les islamistes se font passer pour des militaires lorsqu'ils entrent dans le village,. D'après des témoins, seules les femmes sont épargnées, les islamistes tuent en revanche les hommes adultes ainsi que des enfants.

Selon le témoignage à 'AFP, de deux habitants, des hommes se faisant passer pour des prédicateurs itinérants rassemble une foule dans le village, puis les hommes de Boko Haram passent à l'attaque : 

« Ils nous ont menti, disant être venus pour nous faire un prêche, et quand presque tous les villageois se sont rassemblés, un autre groupe d'insurgés est sorti de nulle part et a ouvert le feu sur la foule. Tout le monde est alors parti en courant pour se mettre à l'abri. »

Après la tuerie, les rebelles incendient des habitations et des boutiques, puis ils prennent la fuite, incendiant au passage quelques habitations du village voisin de Kayamla,.
D'après Reuters, une source proche de la police nigériane avance que 42 personnes ont été tuées lors de l'attaque. De son côté un villageois survivant, nommé Mallam Bunu, affirme à l'AFP avoir compté 45 corps après de départ des assaillants.